# Дорошівська сільська рада (Вознесенський район)
Дорошівська сільська́ ра́да — адміністративно-територіальна одиниця та орган місцевого самоврядування в Вознесенському районі Миколаївської області. Адміністративний центр — село Дорошівка.

## Загальні відомості
- Населення ради: 2 083 особи (станом на 2001 рік)

## Населені пункти
Сільській раді були підпорядковані населені пункти:
- с. Дорошівка

## Склад ради
Рада складалася з 16 депутатів та голови.
- Голова ради: Руденко Олександр Пилипович

### Керівний склад попередніх скликань
| Прізвище, ім'я, по батькові | Основні відомості                                            | Дата обрання | Дата звільнення |
| --------------------------- | ------------------------------------------------------------ | ------------ | --------------- |
| Руденко Олександр Пилипович | Сільський голова, 1969 року народження, безпартійний         | 26.03.2006   | 31.10.2010      |
| Руденко Олександр Пилипович | Сільський голова, 1969 року народження, член Партії регіонів | 31.10.2010   |                 |

Примітка: таблиця складена за даними сайту Верховної Ради України

### Депутати
За результатами місцевих виборів 2010 року депутатами ради стали:

#### За суб'єктами висування
| Суб'єкт висування           | Кількість обраних депутатів | %    |
| --------------------------- | --------------------------- | ---- |
| Партія регіонів             | 6                           | 37,5 |
| Самовисування               | 6                           | 37,5 |
| Комуністична партія України | 4                           | 25   |

#### За округами
| № округу                    | Прізвище, ім'я, по батькові         | Дата визнання обраним | Освіта             | Партійна приналежність | Відомості про обраного депутата            |
| --------------------------- | ----------------------------------- | --------------------- | ------------------ | ---------------------- | ------------------------------------------ |
| Комуністична партія України |                                     |                       |                    |                        |                                            |
| 3                           | Москаленко Маріонелла Олександрівна | 04.11.2010            | середня            | позапартійна           | тимчасово не працює                        |
| 6                           | Ревнюк Микола Андрійович            | 04.11.2010            | середня спеціальна | позапартійний          | тимчасово не працює                        |
| 9                           | Почечун Олена Анатоліївна           | 04.11.2010            | вища               | позапартійна           | Магазин «Надія», продавець                 |
| 12                          | Цуркан Валентина Леонідівна         | 04.11.2010            | середня            | позапартійна           | Дорошівська сільська рада, бухгалтер       |
| Партія регіонів             |                                     |                       |                    |                        |                                            |
| 4                           | Спанатій Вікторія Вікторівна        | 04.11.2010            | середня спеціальна | член Партії регіонів   | тимчасово не працює                        |
| 5                           | Солощенко Надія Олександрівна       | 04.11.2010            | середня спеціальна | член Партії регіонів   | Дорошівська с/рада, інспекторВОС           |
| 7                           | Довганюк Світлана Миколаївна        | 04.11.2010            | середня спеціальна | член Партії регіонів   | Дорошівська амбулаторія, медсестра         |
| 11                          | Гончаренко Надія Василівна          | 04.11.2010            | середня спеціальна | позапартійна           | підприємець                                |
| 15                          | Кульчицький Микола Васильович       | 04.11.2010            | вища               | позапартійний          | Дорошівська загальноосвітня школа, вчитель |
| 16                          | Кульчицька Ірина Іванівна           | 04.11.2010            | вища               | позапартійна           | Дорошівська загальноосвітня школа, вчитель |
| Самовисування               |                                     |                       |                    |                        |                                            |
| 1                           | Недобой Юрій Іванович               | 04.11.2010            | середня            | позапартійний          | фермер                                     |
| 2                           | Дулгеров Володимир Васильович       | 04.11.2010            | середня            | позапартійний          | тимчасово не працює                        |
| 8                           | Мосензов Дмитро Вікторович          | 04.11.2010            | середня спеціальна | позапартійний          | тимчасово не працює                        |
| 10                          | Єрмачек Микола Володимирович        | 04.11.2010            | середня спеціальна | позапартійний          | Дорошівській ЦСЗН, службовець              |
| 13                          | Пасюк Лариса Степанівна             | 04.11.2010            | середня            | позапартійна           | тимчасово не працює                        |
| 14                          | Гаркуша Іван Іванович               | 04.11.2010            | середня            | позапартійний          | пенсіонер                                  |